# Голиков, Георгий Георгиевич
Георгий Георгиевич Голиков (род. 10 апреля 1950, Белгород) — депутат Белгородской областной Думы. Глава администрации города Белгорода. Депутат Государственной Думы Федерального Собрания Российской Федерации четвертого и пятого созывов. Почётный гражданин города Белгорода.

## Биография
Родился 10 апреля 1950 года в городе Белгороде. В 1974 году окончил Харьковский институт инженеров коммунального строительства. С 1996 по 2001 год — глава администрации города Белгорода. С 2001 по 2003 год — представитель от Белгородской областной думы в Совете Федерации РФ. С 2003 по 2007 год — депутат Государственной Думы Российской Федерации.
С 2011 года работает в Белгородском государственном технологическом университете им. В. Г. Шухова в должностях главного инженера вуза и доцента кафедры строительства и городского хозяйства.

### Семья
Сын Голиков, Василий Георгиевич (род. 1980) — заместитель главы администрации города Белгорода при Юрии Галдуне, Антоне Иванове и Валентине Демидове.

## Награды
- Орден «Знак Почёта»[3].
- Орден Дружбы[3].
- Медаль «В память 850-летия Москвы»[3].
- Медаль «За заслуги перед Землёй Белгородской» I степени[3].
- Почётное звание «Заслуженный работник жилищно-коммунального хозяйства Российской Федерации»[3].
- Почётная грамота Президента Российской Федерации[7].